# Стилианидис, Эврипидис
Эврипидис Стилианидис (греч. Ευριπίδης Στυλιανίδης; 8 апреля 1966, Марони) — греческий политик, министр внутренних дел Греции с 2012 по 2013 год. Он является членом «Новой демократии».

## Личная жизнь и образование
С 1984 по 1989 год он учился на юридическом факультете Университета Демокрита во Фракии, который окончил со степенью бакалавра. С 1991 по 1994 год он учился на юридическом факультете Университета Гамбурга, который окончил со степенью доктора в области конституционного права. С 1994 по 1995 год он служил в артиллерийском корпусе Греческой армии.
Женат, владеет греческим и немецким языками.

## Карьера
С 1991 по 1994 год Стилианидис работал в греческом Генеральном консульстве в Гамбурге, Германия. С 1995 по 1996 год он был советником лидера партии «Новая демократия» по вопросам молодежи и культурной дипломатии. С 1997 по 1998 год, как сотрудник Европейского центра публичного права (EPLC), он преподавал гражданское право в магистратуре юридического факультета Афинского университета. В 1997—2000 Стилианидис был научным сотрудником Европейского центра публичного права (EPLC).

## Политическая деятельность
В 1994 году он был кандидатом «Новой демократии» в члены Европейского парламента.
В 1996 году баллотировался в парламент, но не был избран. В 2000 году он был впервые избран членом парламента Греции. В 2001 году он был назначен на должность альтернативного координатора «Новой демократии» по иностранным делам, занимал эту должность до 2004 года.

## Министерские посты
19 сентября 2007 Эврипидис Стилианидис стал министром национального образования и религиозных дел.
После перестановки в правительстве, он занимал должность министра транспорта и коммуникаций с 8 января по 7 октября 2009 года.